# Liste der Monuments historiques in Saint-Laurent-d’Arce
Die Liste der Monuments historiques in Saint-Laurent-d’Arce führt die Monuments historiques in der französischen Gemeinde Saint-Laurent-d’Arce auf.

## Liste der Bauwerke
| Bezeichnung           | Beschreibung              | Standort | Kennzeichnung | Schutzstatus | Datum | Bild           |
| --------------------- | ------------------------- | -------- | ------------- | ------------ | ----- | -------------- |
| Kapelle Ste-Quitterie | Erbaut im 13. Jahrhundert | (Lage)   | PA00083755    | Classé       | 1921  | weitere Bilder |
| Kirche St-Laurent     | Erbaut im 12. Jahrhundert | (Lage)   | PA00083754    | Inscrit      | 1925  | weitere Bilder |

## Liste der Objekte
- Monuments historiques (Objekte) in Saint-Laurent-d’Arce in der Base Palissy des französischen Kultusministeriums